# Drogowy odcinek lotniskowy

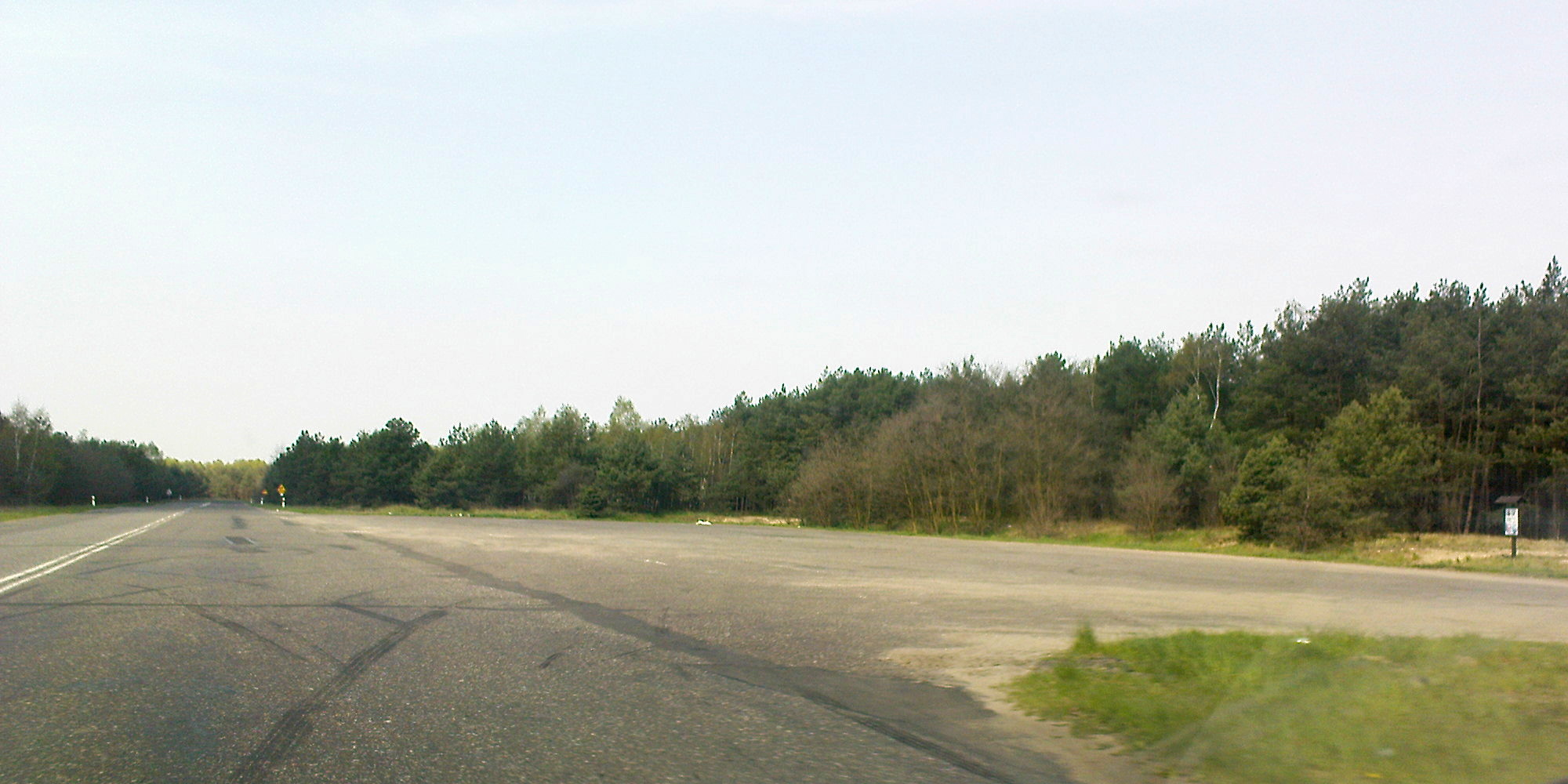
Początek DOL Rossoszyca, widok z kierunku wschodniego, po prawej stojanka

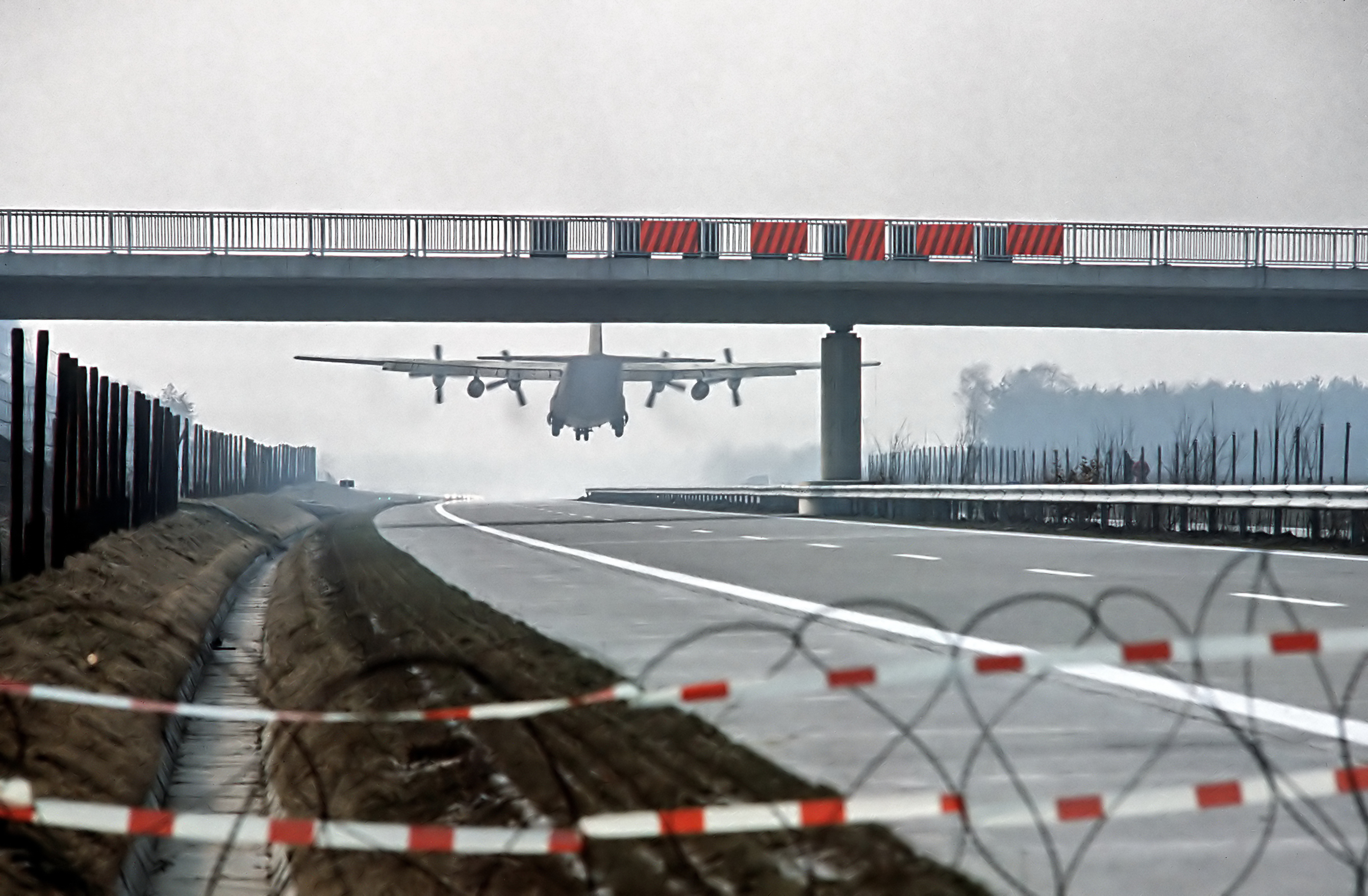
Lockheed C-130 Hercules ląduje na niemieckiej autostradzie A29 podczas ćwiczeń NATO

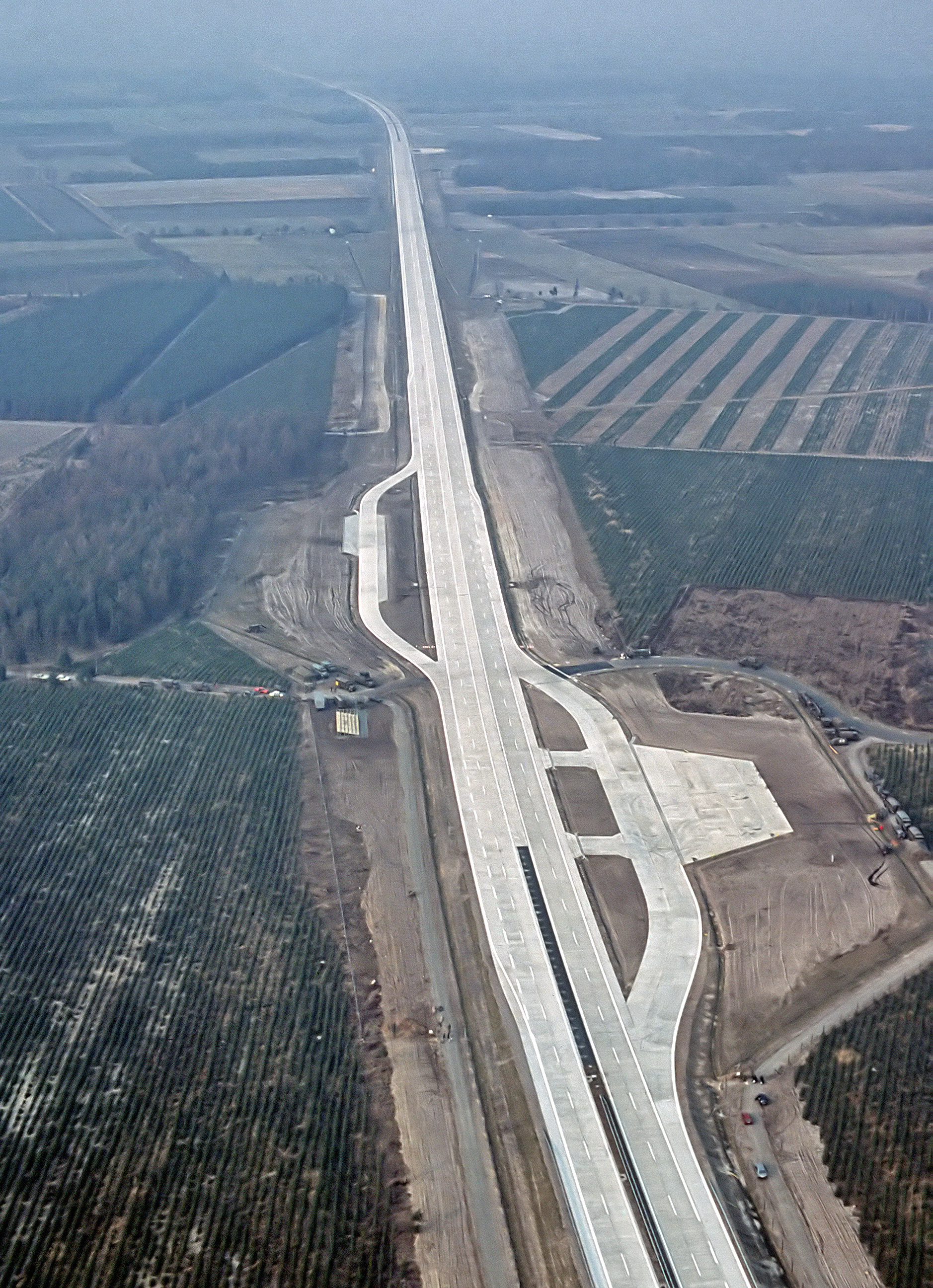
DOL na niemieckiej autostradzie A29

Drogowy odcinek lotniskowy (często używa się skrótowca DOL) (ang.: highway strip, niem.: Straßenlandeabschnitt) – odcinek drogi publicznej przystosowany do startów i lądowań samolotów wojskowych. 

## Charakterystyka
Jest to czteropasowy odcinek drogi zazwyczaj wiodącej przez las, przystosowany do startów i lądowań samolotów wojskowych.
Na obu końcach drogi startowej znajdują się poszerzenia – miejsca postoju samolotów, MPS, zwane stojankami, na których w sytuacjach awaryjnych można prowadzić obsługę samolotów (tankowanie, ładowanie amunicji). Może być także awaryjnie użyty przez samoloty cywilne.
W Polsce znajduje się 21 drogowych odcinków lotniskowych. Jedyny czynny – „Kliniska” – znajduje się na północ od Wielgowa (dzielnicy Szczecina) w okolicy nieistniejącej już wsi Rzęśnica na drodze wojewódzkiej nr 142 w kierunku Chociwla w pobliżu węzła z drogą ekspresową S3 na planowanej przez Niemców autostradzie w kierunku Królewca (Berlinka). Kolejny DOL, o długości 2,9 km, znajduje się na autostradzie A4 pomiędzy węzłami Tarnów Północ a Dębica Zachód. Pozostałe znajdują się w różnym stanie, niemniej nawierzchnia tych, które zostały włączone w ciąg głównych dróg krajowych ulega przyspieszonej erozji, w wyniku czego powstają na nich koleiny, uniemożliwiające bezawaryjne lądowanie.